# القاهرة إكسبو سيتي
القاهرة إكسبو سيتي هو مشروع نجحت بها المعمارية العراقية زها حديد بالتعاون مع شركة الاستشارات الهندسية بورو هابولد اللندنية في الفوز بالمسابقة المخصصة لتصميمه. وكان تصميم مشروع القاهرة إكسبو سيتي، والذي يقع على مساحة 450 ألف مترًا مربعًا، يهدف إلى تأسيس مركز دولي للمعارض ومجمع للمؤتمرات وفندق لرجال الأعمال، يصل إلى حوالي 33 طابقًا، يصل إلى حوالي 33 طابقًا ومركزًا للتسوق. ويقع المشروع بين وسط القاهرة ومطار القاهرة الدولي، وقد بدأ العمل في المشروع منذ عام 2009، إلا أن مواعيد الانتهاء من المشاريع العمرانية كانت قد اختلت بسبب ظروف ثورة يناير 2011 وما تلاها من اضطرابات في مصر.|